# Strandža naturpark
Strandža (bulgarsk: Странджа, tyrkisk: Yıldız Dağları eller Istranca Dağları, ofte også translittereret som Strandzha, Strandja eller Stranja) er et bjergmassiv i Sydøsteuropa. Det strækker sig fra Sydøstbulgarien til den nordlige del af den europæiske del af Tyrkiet, og det ligger i landskabet Thrakien. Kernen i massivet, som strækker sig fra nordvest mod sydøst, består af gnejs og granit, men er delvist overlejret af tertiære lag.
Den højeste bjergtop er Mahya Dağı (bulgarsk: връх Махиада / vrach Machiada), der ligger i Tyrkiet med en højde på 1.031 m. Størsteparten af det bulgarske Strandža blev erklæret for naturpark i 1995, og det er det største naturbeskytelsesområde i Bulgarien.

## Geografi
Strandža-massivet bliver sammen med den midterste del af floden Tundžas dal og Sakarbjergene regnet for Balkanbjergenes overganszone (bulgarsk: Сакаро-Стрнджанска подобласт/Sakarsko-Strandianska podoblast), selv om det er en fortsættelse af Rhodope-bjergenes krystallinske bjergarter. Bjergmassivet når tæt hen mod Bosporus og bliver næsten overalt gennemskåret og opdelt kraftigt af floder. Mod vest fraskærer Tundžas gennembrudsdal Sakarbjergene, der til gengæld har en udløber mod nord i form af Manastirhøjlandet (bulg. Манастирски възвишения/Manastirski waswisenija). Øst for Tundžas-gennembruddet adskiller floden Popowska reka Derwenthøjlandet (bulg. Девентски възвишения/Derwentski waswisenija) fra Strandžas centrale del. I nordøst udskiller Bosnabjergkæden sig fra den centrale del med floden Weleka som grænse mod syd. Mod nord når bjerglandet frem til Burgasbugten, kystlandskabet ved Burgas og Burgassletten. På det sted danner den nordligste udløber massivet Tženi Wrach. Mod vest er bjerglandet afgrænset af floden Rossens dal.
Mod øst når bjergmassivet ud til Sortehavet. Kystområdet er kendetegnet af et kompleks af havterrasser, en stærkt indskåret klippekyst og adskillige limaner, skiftevis afbrudt af større eller mindre sandstrande. Halvøerne mellem bugterne i den bulgarske kyst er delvist karakteriseret af svært tilgængelige klinter, der falder lodret ned i havet.
Den højeste top i Strandža hedder Mahya Dağı og ligger mellem Vize og Malko Tarnowo. I syd og sydvest falder Strandža-bjergkæden blidt ned mod bakker og lavninger i floden Agrianes' dalstrøg med dets eocæne kalkstens- og mergeldannelser, et lavland, der er opfyldt af forholdsvis unge og senere skabte sænkninger. Agrianes, som udmunder i Mariza lidt nord for İpsala, modtager nordfra en række parallelle bifloder fra Strandža. Deres dale er flade og brede sænkninger, som karakteriseres af en let bølget overflade. Mod vest når det ungtertiære fladland helt frem til Rhodope-bjergene. Den op til 10 km brede slette langs den nederste del af Mariza er et landskab præget af dale og åse. Øst for Marizas delta hæver bjerget Enez sig over bakkelandskabet Hisarh Dag.
I Strandžamassivet udspringer desuden følgende floder: Sredizka (bukgarsk: Средецка), Ropotamo, Resowska (bulgarsk: Резовска река), Fakijska (bulgarsk: Факийска река).

## Flora og fauna
Strandžabjergene har en rig og varieret flora og fauna, der er enestående for Europa. 50% af Bulgariens flora kan findes i Strandža naturpark og området har 121 habitattyper. I Strandža findes flere end 600 forskellige arter af hvirvelløse dyr og over 400 arter af hvirveldyr, 41 arter af ferskvandsfisk, 10 arter af padder, over 20 forskellige arter af krybdyr, flere end 130 arter af rugende fugle, og over 60 forskellige arter af pattedyr.
En af grundene til den rige flora og fauna skal findes i Strandžas geografiske placering ved en biogeografisk korsvej mellem Europa og Asien.
Plantesamfundene i Strandža blev udviklet, før end Europa blev adskilt fra Asien ved dannelsen af Bosporusstrædet, som nu forbinder Sortehavet med Middelhavet. Landisen nåede aldrig Strandža under de forskellige istider i pleistocæn og holocæn, og denne frihed for nedisninger i Strandža har bidraget til at skabe grundlaget for, at der kunne opstå og bevares en flora, der er karakteristisk for tertiærtiden på det europæiske kontinent.
Trækfuglenes store, østlige rute, Via Pontica, løber lige hen over bjergmassivet, men det er ikke kun under trækket, at man både i bjergene og i særdeleshed langs kysten kan se en mængde fredede træk- og standfugle (bl.a. skarver, pelikaner, hejrer, skeænder, ibisser, fiskehejrer, lappedykkere og gribbe).
I disse bulgarske bjerge vokser de endemiske plantearter Anthemis jordanovii (en art af Gåseurt), Aurinia uechtritziana (en art af Guldslør), Silene caliacrae (en art af Limurt) og Veronica turrilliana (en art af Ærenpris) samt sjældne eller beskyttede arter som Pontisk Rododendron. I naturbeskyttelsesområdet Arkutino (bulgarsk: Аркутино) findes Hvid Nøkkerose, som er sjælden i Sydøsteuropa.

## Naturparken Strandža
Naturparken Strandža omfatter næsten hele bjergmassivet på bulgarsk side. Med et areal på 1.116 km² dækker naturparken næsten 1 % af landets territorium, og den er dermed Bulgariens største naturpark. Parken indeholder fem reservater: Silkosija (Силкосия), Witanowo (Витаново), Sredoka (Средока), Tisowica (Тисовица) og Usunbodžak (Узунбоджак) (ofte kaldet Lopuschniza (Лопушница)). Reservatet Silkosija er det ældste i Bulgarien, for beslutningen om at gøre Silkosija til et reservat blev truffet den 23. juli 1931. Usunbodžak blev optaget på UNESCOs liste over biosfærereservater i Menneske-og-biosfære-netværket i 1977. Ved siden af reservaterne findes der 14 andre naturbeskyttelsesområder, bl.a. Arkutino (Аркутино) og Silistar (Силистар).
Det er et særkende ved naturparken, at den er voksested for reliktplanter fra tertiærtiden, som f.eks. parkens symbol, den Pontiske Rododendron. Ca. 80 % af naturparken består af skove, deriblandt også urskove med Almindelig Bøg og Vinter-Eg.
Bulgariens øverste forvaltningsdomstol ophævede med en beslutning nr. 6794 af 29. juni 2007 Strandžas status som naturpark. Den beslutning fremkaldte i sommeren 2007 protestaktioner fra bulgarske naturfredningsfolk, som søgte at forhindre en yderligere bebyggelse af Bulgariens sortehavsegne. Så vedtog den bulgarske nationalforsamling en lov, som gjorde domstolenes omgørelse af fredningsområder umulig, og som dermed sikrede Strandža som nationalpark. Den 17. juli 2007 vedtod det bulgarske parlament, Narodno Sabranie, en ny lov for fredede områder, som genindførte naturparkens status.
Nye protester fulgte efter uklare beslutninger om bygningen af Burgas-Alexandroupolis-oliepipelinen, som skulle føres gennem naturparken. Bygningen af rørledningen blev dog standset i begyndelsen af 2012.
En senere dom fra den øverste forvaltningsdomstol i begyndelsen af 2014 bragte atter tvivl om naturparkens fremtid .

## Galleri
|  |  |  |
|  |  |  |

## Historie og seværdigheder
Massivet regnes blandt de ældste, beboede områder i Europa, og det var kendt i forhistorien, antikken og middelalderen for sine kobber- und guldminer. Tusinder af arkæologiske fund fra hele området (bl.a. megalitgrave og kæmpehøje) vidner om en gammel megalitkultur og en omskiftelig historie. Bjergene er oversået med ruiner fra thrakiske, keltiske, romerske, hellenske og ægyptiske kulturer. Romerne byggede veje gennem bjergene og langs kysten (under navnet Via Pontica, som sandsynligvis fulgte en allerede eksisterende rute, som allerede den persiske storkonge, Dareios I, fulgte på sin vej til Grækenland. Efter afvisningen af den persiske invasion, blev bjergene centrum for det thrakiske, odrysiske rige.
Der er overleveret talrige legender om bjergenes opståen og historie. Således hævdes det efter legende, at en ægyptisk princesse skal være begravet i bjergene. På denne egen har ritualet med ilddans en særlig betydning. De såkaldte Nestinari, som ilddanserne kaldes i Bulgarien, er enestående for Sydøsteuropa.
I 1903 opstod den såkaldte Strandža-Republik under den kortvarige Ilindenopstanden netop i denne bjergegn.

## Eksterne links
- Park Strandža - parkens officielle netsted på (engelsk)